# Bürgerstiftung München
Die BürgerStiftung München ist eine gemeinschaftliche und gemeinnützige Stiftung von Münchnern für ihre Stadt. Sie wurde im Jahr 2000 als Gemeinschaftsstiftung mit der Idee gegründet, dass sich die Bürger Münchens für eine nachhaltige Entwicklung ihrer Stadt engagieren. Bis 2007 trug sie den Namen Bürgerstiftung Zukunftsfähiges München. Die BürgerStiftung München ist sowohl fördernd als auch operativ tätig: Sie initiiert, fördert und vernetzt sozial, ökologisch und kulturell nachhaltige Projekte und Initiativen in München. Sie verwaltet Treuhandstiftungen und Stiftungsfonds.

## Leitbild
Die BürgerStiftung München ist eine Stiftung zum Mitmachen: Jeder Münchner kann unter dem Motto „Heute für morgen“ mitwirken – mit Geld, mit persönlichem Einsatz, mit Ideen. Sie trägt das Gütesiegel für Bürgerstiftungen des Bundesverbandes Deutscher Stiftungen und erfüllt die „10 Merkmale einer Bürgerstiftung“.
Die BürgerStiftung München fördert eine nachhaltige Stadtentwicklung in München im Sinne der Agenda 2030. Soziale Gerechtigkeit, ökologische und ökonomische Verantwortung im globalen Zusammenhang sind ihre Leitgedanken. Sie stärkt Eigenverantwortung, Gemeinsinn und Beteiligung aller Bürger in München.

## Projekte und Partner
Neben den vielfältigen Förderprojekten in den Bereichen Bildung, Kultur und nachhaltige Entwicklung im sozialen, wie im ökologischen Bereich, befinden sich folgende operativen Projekte unter dem Dach der BürgerStiftung München: Stiftungsinitiative Urbane Gärten München, Münchner Initiative Nachhaltigkeit, Fair Fashion Forum München, KUKS - Kinder, Kunst und Schule, Chancenpatenschaften oder Job-Mentoring München.

## Organisation
Der ehrenamtliche Vorstand ist für alle Belange der Stiftungsarbeit verantwortlich. Er vertritt die BürgerStiftung München nach außen und sorgt für eine ordnungsgemäße Geschäftsführung, vertreten durch die Geschäftsführerin.
Der ehrenamtliche Stiftungsrat wacht über die Einhaltung der Stiftungssatzung. Er berät und kontrolliert den Vorstand und die Geschäftsführung.
Die Stiftungsversammlung ist die Vertretung derjenigen Personen, die für die Stiftung mindestens 1.500 EUR gestiftet oder gespendet haben. Die Stiftungsversammlung wird einmal jährlich vom Vorstand über die Angelegenheiten der Stiftung informiert und hat die Möglichkeit, Vorschläge zur Tätigkeit der Stiftung einzubringen.
In der Geschäftsstelle arbeitet ein Team von mehreren Mitarbeitern. Sie koordinieren in enger Abstimmung mit dem ehrenamtlichen Vorstand die Projekte. Darüber hinaus unterstützen weitere Ehrenamtliche die Arbeit in der Geschäftsstelle, in den Projekten und in den Netzwerken.
Die Stiftung unterliegt der Aufsicht der Regierung von Oberbayern. Die Genehmigungsurkunde von Januar 2000 hat die Nr. 241-1222 Z 6.
Die Treuhandstiftung „Musik zum Leben“ wurde im Januar 2007 unter dem Dach der BürgerStiftung München eingerichtet. Zweck der Stiftung ist die Förderung von sozial benachteiligten Kindern und Jugendlichen. Die Stiftung fördert Maßnahmen, die geeignet sind, die Kreativität der Kinder und Jugendlichen durch Berührung mit Musik und Kunst zu wecken.

## Belege
1. ↑  BürgerStiftung München | BürgerStiftung München. Abgerufen am 22. Juni 2023 (deutsch).
2. ↑  Fonds & Treuhandstiftungen | BürgerStiftung München. Abgerufen am 22. Juni 2023 (deutsch).
3. ↑  10 Merkmale einer Bürgerstiftung
4. ↑  Urbane Gärten München | Information, Vernetzung und Austausch. Abgerufen am 22. Juni 2023.
5. ↑  Münchner Initiative Nachhaltigkeit. Abgerufen am 22. Juni 2023 (deutsch).
6. ↑  Fair Fashion Projekt München. Abgerufen am 22. Juni 2023 (deutsch).
7. ↑  KUKS – Kinder, Kunst und Schule | BürgerStiftung München. Abgerufen am 22. Juni 2023 (deutsch).
8. ↑  Chancenpatenschaften. Abgerufen am 22. Juni 2023 (deutsch).
9. ↑  JOB-MENTORING MÜNCHEN - ehrenamtlich Jugendlichen helfen. 10. Januar 2021, abgerufen am 22. Juni 2023 (deutsch).